# You Give Me Something
"You Give Me Something" - pierwszy singiel brytyjskiego piosenkarza Jamesa Morrisona, który został wydany 16 lipca 2006 roku. Utwór pojawił się na debiutanckiej płycie Morrisona Undiscovered. W 2007 roku był nominowany do Brit Awards, w kategorii Najlepszy Brytyjski Singiel. Piosenka była Singlem Tygodnia i przez tydzień można było ją pobierać za darmo z programu iTunes.

## Listy utworów
1. "You Give Me Something"
2. "Is Anybody Home"
3. "Burns Like Summer Sun"

Po występie Jamesa Morrisona w nowozelandzkiej wersji programu Idol, dwójka finalistów zapytała go o znaczenie tytułu utworu. Artysta odpowiedział, że chciał, aby "You Give Me Something" było "szorstką" piosenką miłosną. Z tekstu utworu można się dowiedzieć, że bohater nie potrafi kochać drugiej osoby taką miłością, jaką ona mu okazuje, ale decyduje się na danie szansy ich związkowi.